# Anne-Catherine Deluntsch
Anne-Catherine Deluntsch (Obernai, 5 de noviembre de 1978) es una deportista francesa que compitió en lucha libre. Ganó una medalla de bronce en el Campeonato Mundial de Lucha de 2007 y una medalla de bronce en el Campeonato Europeo de Lucha de 2005.

## Palmarés internacional
| Campeonato Mundial | Campeonato Mundial | Campeonato Mundial | Campeonato Mundial |
| Año                | Lugar              | Medalla            | Categoría          |
| ------------------ | ------------------ | ------------------ | ------------------ |
| 2007               | Bakú (Azerbaiyán)  | Medalla de bronce  | 51 kg              |
| Campeonato Europeo |                    |                    |                    |
| Año                | Lugar              | Medalla            | Categoría          |
| 2005               | Varna (Bulgaria)   | Medalla de bronce  | 48 kg              |